# Gabriele Cassone

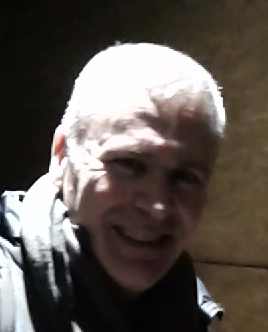
Gabriele Cassone (2020).

Gabriele Cassone (Udine, 1959) è un trombettista italiano.

## Biografia
Comincia lo studio della tromba con vari maestri, fra i quali Gino Comisso e, dopo essersi diplomato in tromba con il maestro Mario Catena presso il conservatorio "J.Tomadini" di Udine e aver studiato composizione con il m°Luciano Chailly, a 17 anni vince il concorso come prima tromba presso l'orchestra dei Pomeriggi Musicali di Milano, posto che occupa per 13 anni. Ricopre tale posto in seguito anche con l'Orchestra Filarmonica della Scala di Milano e con l'orchestra della Rai della stessa città.
Cassone in seguito si è dedicato alla carriera solistica in numerosi ambiti della musica classica: è dedicatario di numerosi brani di musica contemporanea, come ad esempio la Sequenza X di Luciano Berio per tromba sola, del cui stesso compositore ha eseguito, assieme al trombonista Christian Lindberg, anche l'opera Cronaca del Luogo, commissionata dal Festival di Salisburgo; per lui hanno scritto anche Ivan Fedele e Salvatore Sciarrino.
Inoltre Cassone è anche un grande interprete di musica barocca: è stato solista per l'Amsterdam Baroque Orchestra di Ton Koopman (registrazione della Cantata BWV 51 di Johann Sebastian Bach), per gli English Baroque Soloists di John Eliot Gardiner (Secondo Concerto Brandeburghese di J.S.Bach) ed è ospite fisso del Concerto Italiano di Rinaldo Alessandrini. Si è esibito come solista nei più importanti teatri del mondo: Scala di Milano, Cité de la Musique di Parigi, Mozarteum di Salisburgo, Queen Elizabeth Hall di Londra, Carnegie Hall di New York, Wiener Konzerthaus, Concertgebouw di Amsterdam.
Come didatta tiene numerosi masterclass in tutto il mondo e corsi di specializzazione (Accademia di Santa Cecilia a Roma, Conservatorio di Losanna ecc.). Attualmente è insegnante del corso di Tromba presso il Conservatorio "Guido Cantelli" di Novara.
Insegna anche al "Conservatorio della Svizzera Italiana" di Lugano.
Ad oggi, rimane fra i trombettisti più conosciuti al mondo esibitosi nei più famosi teatri di New York, Parigi, Londra, Vienna, Sidney, Amsterdam, Salisburgo oltre che più volte alla Scala di Milano.

## Discografia parziale
- J.S.Bach, "Cantatas 128 and 172" J.E.Gardiner - English Baroque Soloists and Monteverdi Choir - DG Arkiv
- L.Berio, "KOL OD for trumpet and Ensemble" Sinfonieorchestrer Baden-Baden und Freiburg - R. Kluttig
- G.P.Telemann, "Tafelmusik (II teil) and Trumpet Concertos" Ensemble "PIAN & FORTE" - GIULIA DIGITAL 201008
- J.S.Bach,"Brandenburg Concertos" Il Giardino Armonico - Teldec 4509 98442 2
- A. Ponchielli, "Concerto per Banda" esecuzione come tromba solista di opere inedite di Ponchielli registrate con la Banda civica musicale di Soncino - Stradivarius 2000[3]

## Libri
- Gabriele Cassone, "La Tromba", Varese, 2002, Zecchini Editore. ISBN 88-87203-12-1
- Gabriele Cassone, "The Trumpet Book", Varese, 2009, Zecchini Editore. ISBN 978-88-87203-80-6